# Renvallstjärnen
Renvallstjärnen är en sjö i Vilhelmina kommun i Lappland och ingår i Ångermanälvens huvudavrinningsområde. Sjön har en area på 0,0476 kvadratkilometer och ligger 347,4 meter över havet.

## Delavrinningsområde
Renvallstjärnen ingår i det delavrinningsområde (716478-154865) som SMHI kallar för Nedlagd mätstation. Medelhöjden är 374 meter över havet och ytan är 45,43 kvadratkilometer. Räknas de 325 avrinningsområdena uppströms in blir den ackumulerade arean 3 490,09 kvadratkilometer. Vojmån som avvattnar avrinningsområdet har biflödesordning 2, vilket innebär att vattnet flödar genom totalt 2 vattendrag innan det når havet efter 278 kilometer. Avrinningsområdet består mestadels av skog (68 procent) och sankmarker (16 procent). Avrinningsområdet har 1,47 kvadratkilometer vattenytor vilket ger det en sjöprocent på 3,2 procent.